# لاويرسمير
لاويرسمير هي بحيرة صناعية تقع بين مقاطعتي خرونينجن وفرايزلاند شمال هولندا.

## معرض صور

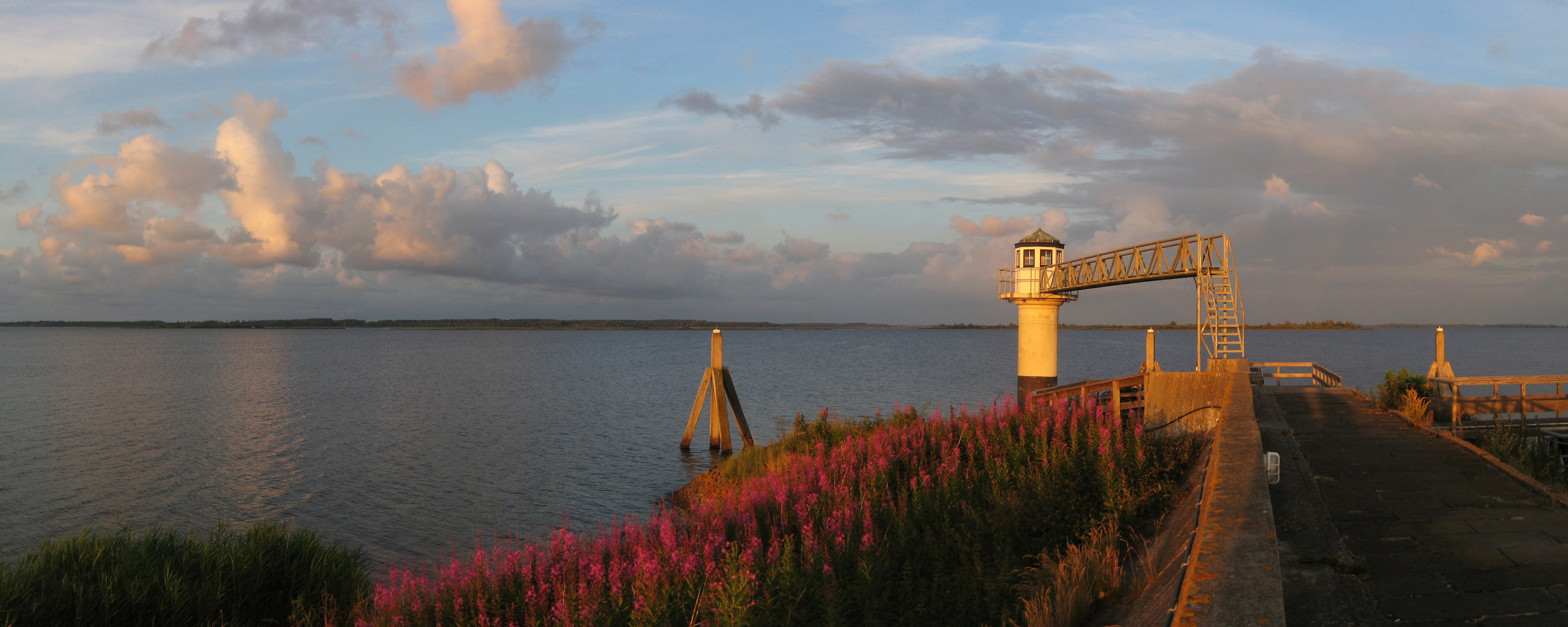
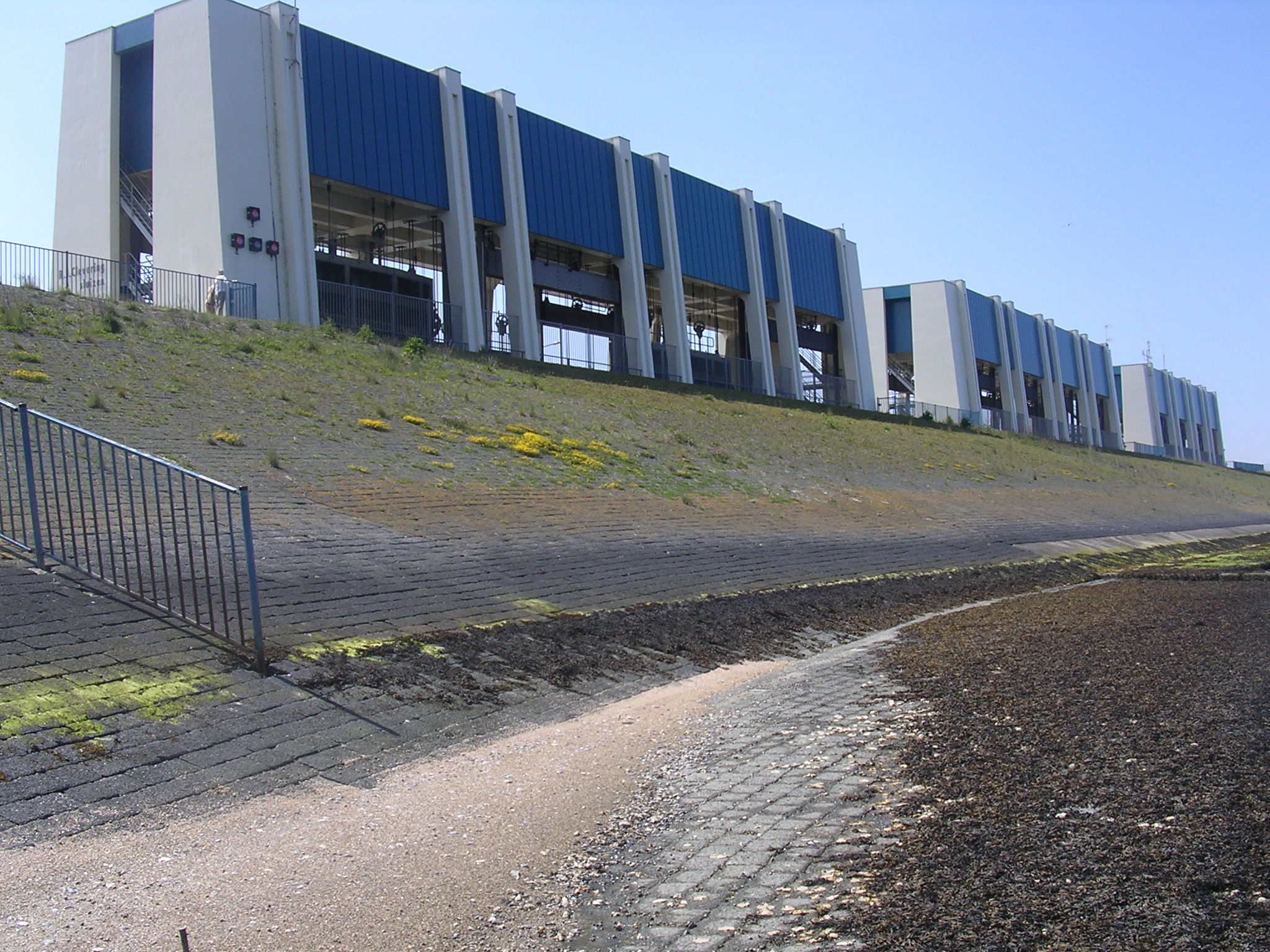
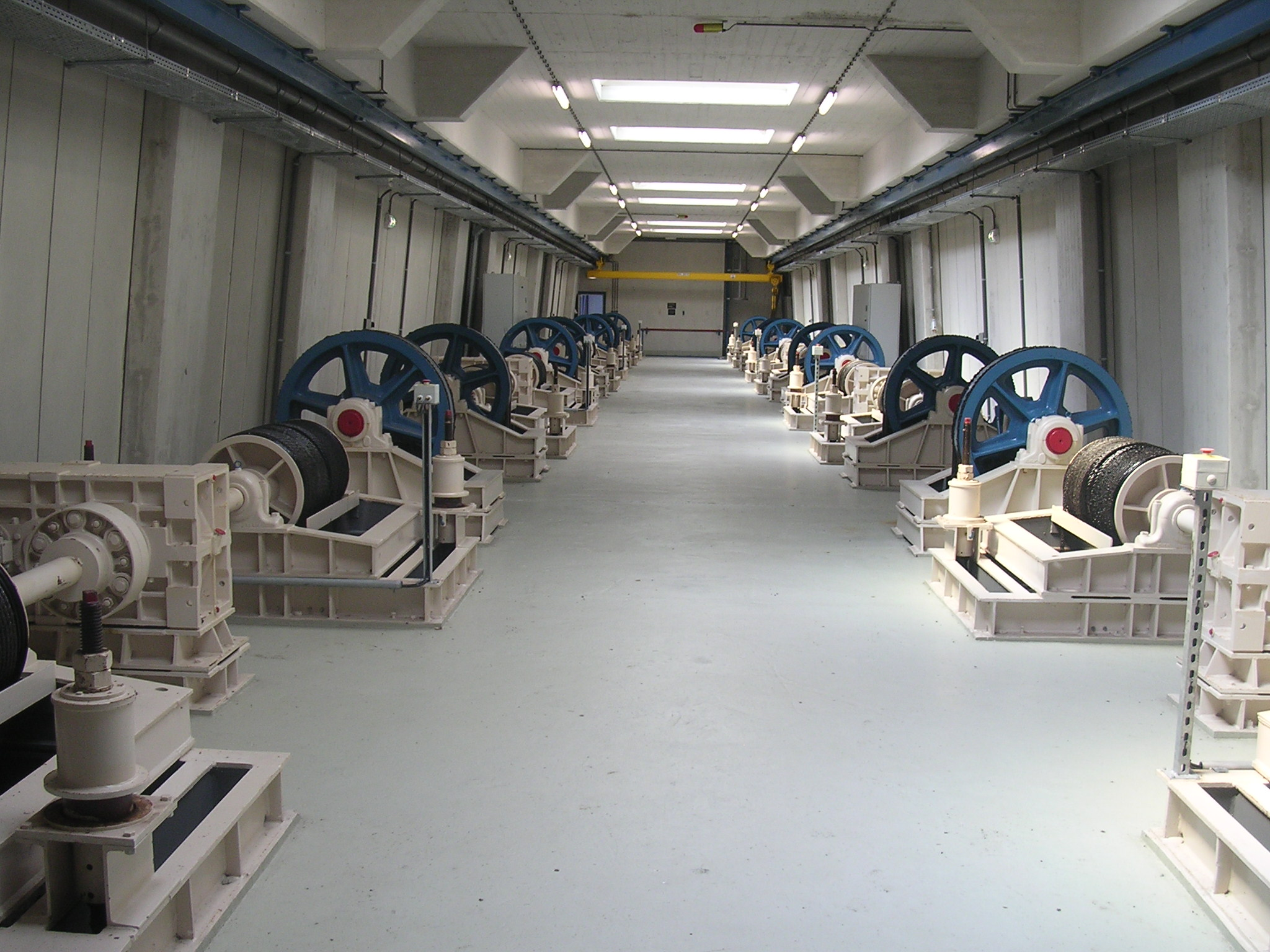
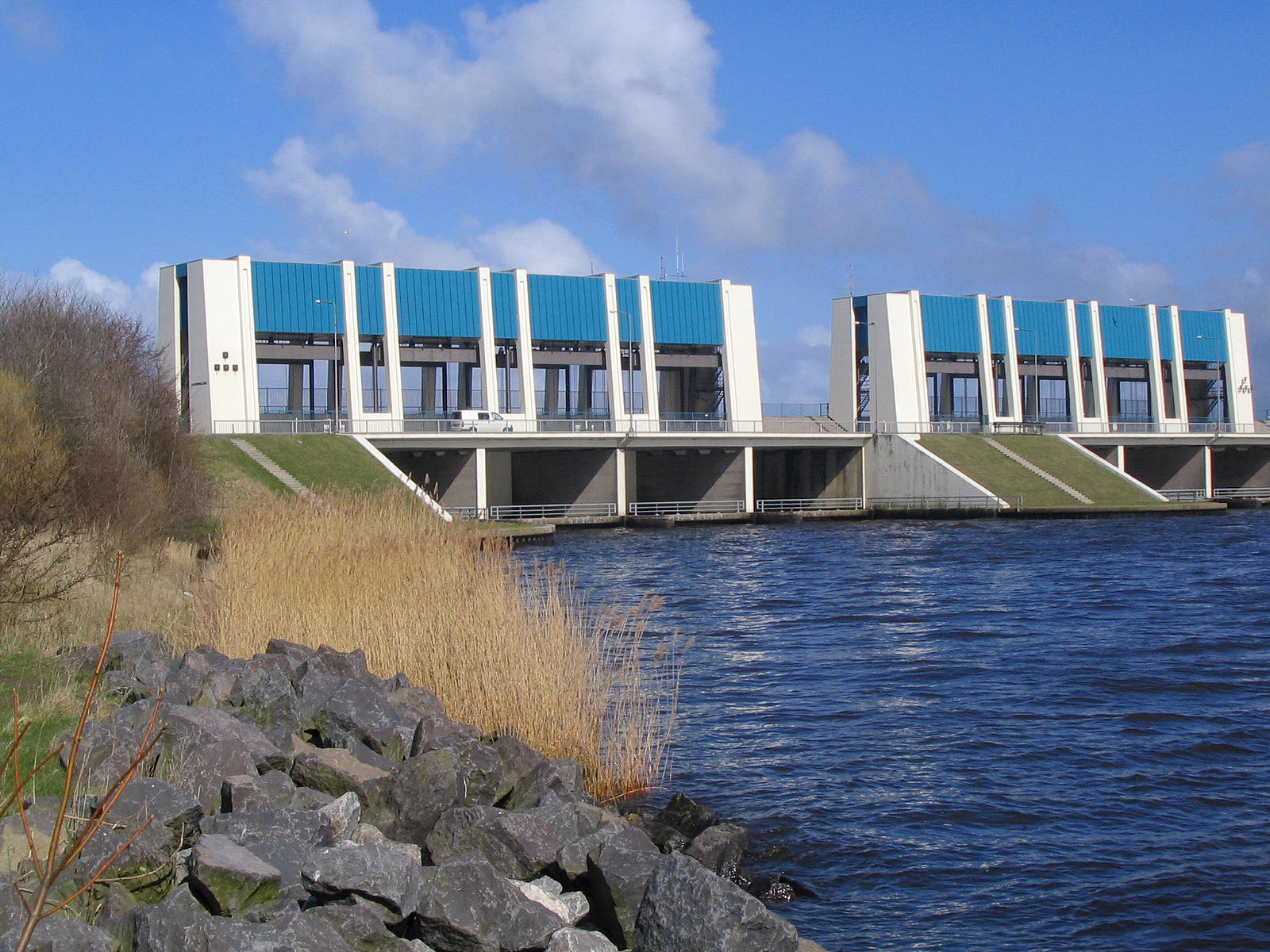